# Чернавка (приток Клязьмы)
Чернавка — река в России, протекает в Солнечногорском районе Московской области. Левый приток Клязьмы.

## География
Река Чернавка берёт начало в районе деревни Безверхово. Течёт на запад параллельно Московскому малому кольцу. Устье реки находится неподалёку от деревни Кочугино. Длина реки составляет 11 км.

## Данные водного реестра
По данным государственного водного реестра России относится к Окскому бассейновому округу, водохозяйственный участок реки — Клязьма от истока до Пироговского гидроузла, речной подбассейн реки — бассейны притоков Оки от Мокши до впадения в Волгу. Речной бассейн реки — Ока.
По данным геоинформационной системы водохозяйственного районирования территории РФ, подготовленной Федеральным агентством водных ресурсов:
- Код водного объекта в государственном водном реестре — 09010300312110000031164
- Код по гидрологической изученности (ГИ) — 110003116
- Код бассейна — 09.01.03.003
- Номер тома по ГИ — 10
- Выпуск по ГИ — 0